# Алтын Асыр (оператор связи)
«Алтын Асыр»  (туркм. Altyn Asyr) — оператор сотовой связи Туркменистана, предоставляющий услуги под торговой маркой «TM CELL». Является акционерным обществом закрытого типа, зарегистрирован в Ашхабаде. По состоянию на февраль 2014 года компания обслуживает более 3,7 миллиона абонентов. Компания не публикует информацию о своей деятельности и услугах, включая данные о доходах.

## Общая информация
Основными функциями предприятия являются предоставление услуг пейджинговой, сотовой связи и эксплуатация каналов сотовой связи, а также обеспечение их работы. Абонентам оператора кроме голосовой связи предоставляются дополнительные услуги: SMS и MMS сообщения внутри Туркменистана, а также международные SMS. Также доступен мобильный Интернет по технологиям 2G GPRS, 3G WCDMA и 4G LTE.

### Номерная ёмкость
Оператор «Алтын Асыр» имеет 6 сетевых кодов — 61, 62, 63, 64, 65, 71. Телефонные номера в международном формате имеют вид: +99361xxxxxx,  +99362xxxxxx, +99363xxxxxx, +99364xxxxxx, +99365xxxxxx, +99371xxxxxx.

## История
Оператор создан в 2004 году. В том же году компания стала членом Всемирной ассоциаций операторов сотовой связи стандарта GSM, где была зарегистрирована за номером 438 02. В апреле 2005 года первые 1500 абонентов подключены в Ашхабаде к национальной системе сотовой связи. Поставку оборудования ёмкостью 50 тыс. номеров осуществила немецкая компания «Siemens».
С начала 2010 года сотовая компания «Алтын Асыр» первой в Туркменистане запустила сеть третьего поколения 3G стандарта UMTS. В апреле 2010 года число абонентов оператора сотовой связи «Алтын Асыр» достигло полумиллиона.
С 2012 года «Алтын асыр» предоставляет услугу международного роуминга в зарубежных странах. В июне 2012 года сеть оказывала услуги более 2 млн 600 тыс. абонентов. Летом 2012 года компания ввела интернет-пакеты, срок действия которых 30 дней с момента активации. В октябре 2012 года число абонентов достигло более 3 миллионов.
18 сентября 2013 года оператор запустил 4G сеть на базе LTE.
В сентябре 2014 года количество абонентов превысило 3,5 млн человек. 
В августе 2024 года «Алтын Асыр» прекратила продажу новых сим-карт. В компании объясняют это технической невозможностью выпускать новые сим-карты и выдавать новые номера. До этого очереди на получение нового номера растягивались на полгода.

## Критика
После окончательного отключения единственного конкурента МТС Туркменистан 29 сентября 2017 года «Алтын Асыр» стал единственным мобильным оператором, предоставляющим голосовые и интернет-услуги. При этом мобильный интернет остаётся до сих пор дорогим. Например, самый оптимальный пакет трафика 500 мегабайт стоил 15 манат и доступен только в одном тарифе.. Формально монопольное положение «Алтын Асыра» смягчается тем, что с 2010 года компания АГТС также стала предоставлять услуги мобильной связи в стандарте CDMA во всех велаятах Туркменистана, однако уверенное покрытие сети пока обеспечено только в Ашхабаде и его окрестностях, а в 2015 году 60 % акций АГТС и вовсе перешли в собственность Туркментелекома. 6 февраля 2021 года в ходе рабочего совещания по развитию транспортно-коммуникационного комплекса президент Туркменистана Гурбангулы Бердымухамедов поручил пересмотреть цены на Интернет и другие услуги связи, а также обеспечить широкую доступность Интернета для населения. После этого «Ашхабадская городская телефонная сеть» и «Туркментелеком» с февраля 2021 года снизила тарифы на интернет-услуги. Однако, цены на мобильный интернет остались без изменений.

## Новое здание

Центральный офис «Алтын Асыр» в Ашхабаде по улице Огузхана

В октябре 2011 года президент Туркменистана Г. Бердымухамедов подписал постановление о строительстве нового здания центрального офиса компании. Контракт на проектирование и строительство здания с благоустройством прилегающей территории был подписан между Министерством связи Туркменистана и турецкой компанией «Шахин». 18 октября 2012 года было введено в строй новое здание. В четырёхэтажном строении разместились почта, телеграф, кассы оплаты за услуги сотовой, городской, междугородней связи и Интернета, интернет-кафе, круглосуточная справочная служба, магазин с товарами мобильной телефонии, технические помещения. Для сотрудников компании предусмотрены комната отдыха, тренажёрный зал, столовая. Общая площадь офиса 10 тысяч квадратных метров и рассчитана на 350 сотрудников.